# Вулиця Сковороди (Луцьк)
Вулиця Сковороди — вулиця в житловому районі Теремно міста Луцька. Починається від вулиці Гетьмана Мазепи (перед буд. 55).

## Історія
Вулиця розташована на пригорку біля р. Сапалаївки. До 1959 року (до приєднання до м. Луцька) була частиною села Теремно, а на пагорбі був невеликий хутірець. Перша назва вулиці - Замкнута.
1960 року вулиця отримала сучасну назву — на честь українського просвітителя, філософа, поета та музиканта Григорія Савича Сковороди.

## Забудова
Починається від вулиці Гетьмана Мазепи, робить півколо у вигині р. Сапалаївки та повертається до вулиці Гетьмана Мазепи.
Забудова на пагорбі розташовується двома колами: зовнішнім (переважають одно- і двоповерхові будинки) та внутрішнім (переважають багатоповерхівки).
Є деяка кількість оригінальних будинків, при побудові яких використано особливості рельєфу.